# أولاد اعشيش (الكبابحة)
أولاد اعشيش هو دُوَّار يقع بجماعة الشراط، إقليم بنسليمان، جهة الدار البيضاء سطات في المملكة المغربية. ينتمي الدوّار لمشيخة الكبابحة التي تضم 3 دواوير. يقدر عدد سكانه بـ 1888 نسمة حسب الإحصاء الرسمي للسكان والسكنى لسنة 2004.

## روابط خارجية
- البوابة الوطنية للجماعات الترابية
- المندوبية السامية للتخطيط